# Norman guitars

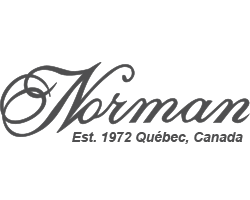
Norman — логотип компанії

Гітари Norman (з 1972 р.) від початку були серією гітар Godin, як і інші бренди цієї компанії. По суті це була перша лінійка гітар, яку Роберт Годін створив ще в 1972 році. Бренд Norman завжди був і залишається повністю створеним у Канаді від народження до готового продукту..
Роберт Годін познайомився з Нормандом Буше під час полювання в Ла-Патрі приблизно в 1969-70 роках. Роберт тоді працював продавцем у музичному магазині La Tosca у Монреалі. Норманд Буше був теслею, майстром по дверях, вікнах і червонодеревникам в Ла-Патрі. І крім полювання у них була ще одна спільна пристрасть — музика та гітари.

Складання та проєктування гітар для Роберта забирало все більше і більше вільного часу, до того ж він хотів розробити гриф з регульованим кутом нахилу, щоб музиканти могли налаштувати свої гітари при необхідності за кілька хвилин. Норманд також грав на гітарі з юності, мав Martin 00-40H, перероблений під іспанську гітару. Норманд Буше та Роберт Годін почали працювати разом у 1972 році. Норманд керував своїм магазином, а Роберт був ексклюзивним дистриб'ютором через компанію Sibécor. Насправді ще раніше Роберт почав продавати гітари Norman через La Tosca. Гітари Norman були хітом у провінції Квебек, кожен музикант хотів таку, і багато артистів використали їх.
Роберт Годін почав створювати власні гітари у 1979 році разом із Клодом Буше, сином Норманда: Kamouraska та Lys, які пізніше стали LA Patrie та Seagull. Клод спроєктував магазин і керував ним, а Роберт торгував у роз'їздах. З того моменту в Ла-Патрі з'явився магазин Unisonic на пагорбі (Роберт Годен та Клод Буше) та магазин Norman унизу на пагорбі (Норманд Буше).
Всі гуртові продажі проходили через компанію Sibécor (Роберт Годін). Магазин на пагорбі Unisonic повинен був виробляти лише класичні гітари, але коли вони запустили виробництво акустичних гітар, Normand Boucher розірвав дистриб'юторський контракт, щоб відкрити власну мережу, та продавати їх від своєї компанії «Les Instruments de musique Norman inc». Крім того, спочатку Normand хотів наголошувати на високій якості, а Роберт розумів потрібні гітари різних цінових діапазонів і хотів продавати великі обсяги. Вони мали різні видіння на бізнес, тому кожен із них пішов своїм шляхом.
Коли ви заходите на вебсайт Norman, там написано: «Все почалося в 1972 році», в якомусь сенсі це правда. Початок 80-х був важким часом для промисловості акустичних гітар. У 1982 році компанії Unisonic/Sibécor були закриті, Клод Буше пішов, а Роберт із новими інвесторами відновив роботу в рамках нової структури компанії: Guitabec (магазин)/Lasido (дистрибуція), а серії гітар Kamouraska/Lys змінили назви на La Patrie/Seagull. Тим часом унизу на пагорбі у вересні 1980 року повністю згорів дотла магазин Norman.
Норманд Буше відновив цех та оснащення, а також спробував реструктурувати гідну дистриб'юторську мережу. Клод Буше повернувся до магазину Norman у 1983 році. Часи були важкі, оскільки був і загальний економічний спад. Зрештою, приблизно 1986 року Норманд Буше втратив контроль над своїм магазином, і нове керівництво, яке не мало досвіду у виготовленні музичних інструментів. Щосили намагаючись вижити, Роберт Годін зрештою купив Нормана в 1989 році. Клод залишив Norman у 1986 році і купив ресторан у селі. Річард Буше (інший син Норманд) залишався в магазині Нормана до кінця. Через роки Річард і Клод запустили лінію гітар «Boucher», якою сьогодні керує Робін Буше, племінник Норманда.